# 泥金彩漆
泥金彩漆是浙江省宁波市的一项传统手工艺，其主要特色为泥金工艺和彩漆工艺的有机结合，亦与朱金木雕、金银彩绣并称宁波传统工艺“三金”。其作品大到床笫橱柜，小到提桶果盒，应用于居民生活的各个方面。2011年6月，宁波泥金彩漆被列入国家级非物质文化遗产。